# Copiadora térmica

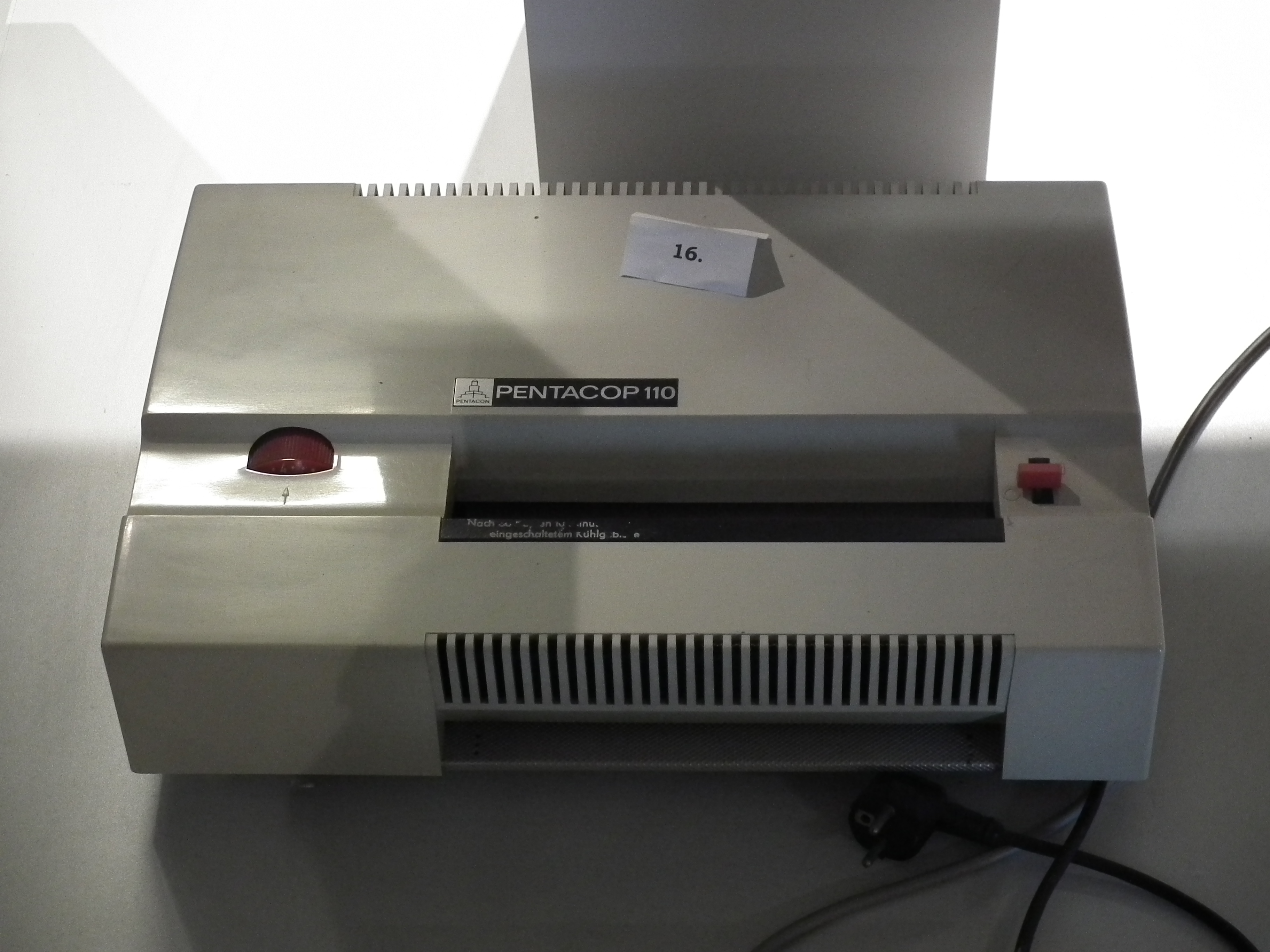
Fotocopiadora térmica PENTACOP 110 en un museo de Dresde, Alemania

Una copiadora térmica  es un dispositivo de formato cajón con una lámpara como fuente de calor en su interior. Expone hojas de cualquier original a dicha fuente de calor conjuntamente con la futura copia. Cuando las zonas negras del original hacen que se calienten las correspondientes del papel sensible, se producen reacciones químicas que las oscurecen. El calor de la lámpara hace de revelador indirecto. Una vez enfriada la película o el papel, se obtiene una imagen estable en blanco y negro.
Hay diversas tecnologías de copiadoras térmicas, entre ellas y que se comercializan en la actualidad como copiadoras de transferencia para tatuajes, una gran variedad de fabricantes que ofrecen dos tipos principales: el tipo con cabezal térmico y el tipo con lámpara calefactora.

## Tipo con cabezal termo-resistivo
Las zonas negras en la hoja de la original, una vez escaneadas, hacen que la copiadora active unos elementos de la cabeza calefactora que producen algunos tipos de reacción química en el papel de copia "termo-sensible" que oscurecen su superficie.
Proceso: Un papel especial "termo-sensible" se introduce en la copiadora, al mismo tiempo, pero no en contacto con el original. Een realidad el papel termosensible es alimentado entre el cabezal térmico y la platina. La copiadora, al escanear el original, envía una corriente eléctrica a los  elementos resistivos seleccionados del cabezal térmico, que generan calor. Los elementos de calefacción se corresponden con las zonas negras del original y, al estar presionados contra el papel de copia, hacen oscurecer las áreas que tocan en el sustrato "termo-sensible".

## Tipo con lámpara calefactora
Es una copiadora de formato cajón con una lámpara como fuente de calor en su interior. Expone hojas de cualquier original a dicha fuente de calor conjuntamente con la futura copia. Hace un tipo de Fotocopia basado en el carbón - Cuando las partes negras del papel sensible se calientan se producen reacciones químicas que las oscurecen. El calor de la lámpara hace de revelador indirecto. Una vez enfriada la película o el papel, se obtiene una imagen estable en blanco y negro.
Proceso: Un papel especial sensible al calor se introduce en la copiadora estrechamente unido al original. Hay una lámpara especial dentro de la máquina que calienta los dos papeles original y futura copia, debido a su absorción de calor, los trazos de color negro del original se calientan más que las áreas blancas que reflejan la luz y no se calientan tanto. Estas áreas negras, al estar más calientes y presionadas contra el papel copia, hacen oscurecer a las zonas con substrato sensible al calor en contacto con ellas. 

## Usos
- Transparencias térmicas - Tienen una capa de Sal de plata/haluro de plata. Cuando cualquier parte de ella se calienta se vuelve marrón oscuro.[3]
- Pantalla térmica para serigrafía - Estas pantallas de seda tienen una emulsión especial. Cuando se calienta, la emulsión se quema dejando a la vista la pantalla de seda.
- Papel máster de copia al alcohol. De gran uso hoy día en la técnica de tatuajes. Cada máster tiene 4 hojas:
  - La hoja superior es de color blanco. Esta es la capa donde será transferida la imagen.
  - La segunda hoja no está pegada y es de un blanco lechoso. Normalmente esta hoja se tira antes de impresionar.
  - La tercera hoja es el papel carbón (púrpura / azul). Apretando con algo puntiagudo o calentando esta capa de recubrimiento la tinta se transfiere a la hoja superior dejando una imagen de color púrpura/azul.[4]
  - La cuarta hoja es amarilla y sirve para aguantar el original en su lugar al usarla en una copiadora al alcohol o en una Ciclostil.